# Proterozetes
Proterozetes — вимерлий рід вухачевих. Рід містить такі види: Proterozetes ulysses. Скам'янілості виявлено в Орегоні.